# Edward Irby
Pour les articles homonymes, voir Irby.
Edward Irby, 1er baronnet (31 juillet 1676 - 11 novembre 1718) est un homme politique anglais qui siège à la Chambre des communes d'Angleterre de 1702 à 1708.

## Biographie
Il est le fils aîné d'Anthony Irby et de son épouse Mary Stringer, fille de John Stringer. Il est le petit-fils de Anthony Irby (1605-1682) (en). En 1702, il est élu député de Boston, représentant la circonscription jusqu'en 1708. Le 13 avril 1704, il est créé baronnet de Whaplode et Boston, dans le comté de Lincolnshire.
Il épouse Dorothy Paget, fille unique de Henry Paget, deuxième fils de William Paget (5e baron Paget) en 1706, et ils ont un fils et une fille.
Il est mort intestat à Kings Cliffe, Northamptonshire et est enterré à Whaplode, Lincolnshire. Son fils unique William, élevé plus tard à la Pairie de Grande-Bretagne sous le titre de Baron Boston, lui succède.